# Selektiver Trägerschwund
Der Selektive Trägerschwund tritt vorzugsweise bei amplitudenmodulierten Sendern im Mittelwellen- und Kurzwellenbereich auf und kann die Empfangsqualität erheblich stören. Ursache ist destruktive Interferenz, welche die Trägerfrequenz schwächt oder vollständig auslöscht.

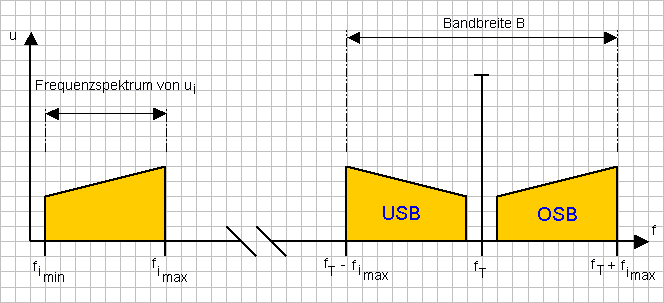
Spektrale Darstellung der Amplitudenmodulation

Rundfunksender erzeugen beim Modulieren Seitenbänder; wie man messtechnisch nachweisen kann, bleibt die ausgestrahlte Trägerfrequenz selbst unverändert.
Ein Beispiel: Wird ein Mittelwellensender der (Träger-)Frequenz 900 kHz mit Musik amplitudenmoduliert, deren höchste Frequenz 8 kHz beträgt, so belegt
- das untere Seitenband den Bereich von 892 kHz bis 900 kHz
- das obere Seitenband den Bereich von 900 kHz bis 908 kHz.

Die eigentliche (Musik-)Information steckt in den Seitenbändern und nicht in der Trägerfrequenz; letztere wird nur ausgestrahlt, weil dann der Hüllkurvendemodulator im Empfänger besonders einfach sein kann.
Bei Einseitenbandmodulation (SSB) wird die Trägerfrequenz nicht ausgestrahlt und muss im Empfänger erzeugt werden. Dadurch wird der Empfänger komplizierter, es kann aber prinzipiell kein selektiver Trägerschwund auftreten.
Funkwellen entfernter Sender können auf unterschiedlich langen Wegen und deshalb mit unterschiedlichen Verzögerungen zum Empfänger gelangen. Eine Welle kann sich beispielsweise entlang des Bodens ausbreiten (Bodenwelle), eine andere wird an der Ionosphäre reflektiert (Raumwelle). Bei kurzen Wellen ist auch die Reflexion am Metallrumpf großer Flugzeuge möglich. Die einzelnen Wellenzüge besitzen dann zwar gleiche Frequenz, aber unterschiedliche Phasenverschiebung. Ergibt die Summe aller eintreffenden Wellen zufällig den Wert Null, so hat man den Eindruck, dass der Sender mit verringerter Leistung oder überhaupt nicht arbeitet.
Die einzelnen Wellen können sich auch konstruktiv überlagern, dann ist die Summe besonders groß.
Der Effekt hängt stark von der Frequenz ab, d. h. er ist sehr selektiv. So kann es durchaus vorkommen, dass nur 903 kHz ausgelöscht wird, nicht aber 902 kHz oder 901 kHz. Und dass 905 kHz besonders stark ankommt. Im obigen Beispiel würde das bedeuten, dass manche Frequenzen fehlen und andere überbetont sind. Die Musik-Modulation klingt dann verzerrt – so etwas kann man auf Kurzwelle oft hören.
Ionosphäre und Flugzeuge bewegen sich. Deshalb ändert sich die Weglänge der reflektierten Welle, und die Dauer der Auslöschung (destruktive Interferenz) kann von Bruchteilen einer Sekunde (Flatterfading) bis zu mehreren Sekunden dauern. Wenn nun für wenige Sekunden die Trägerfrequenz (im obigen Beispiel 900 kHz) zu stark geschwächt wird, funktioniert die Demodulation im Empfänger nicht mehr richtig, und aus dem Lautsprecher kommen nur noch stark verzerrte Frequenzen. Das ist dann selektiver Trägerschwund.